# Ploetz (pommersches Adelsgeschlecht)

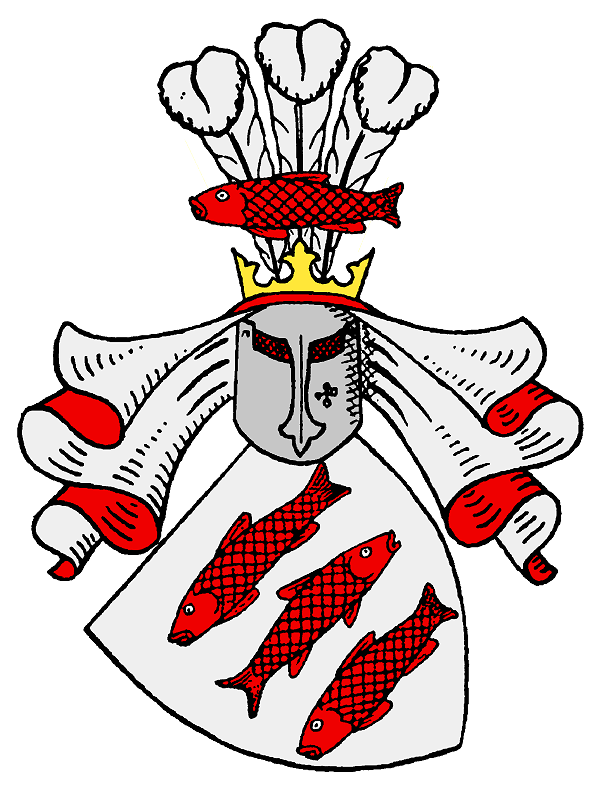
Wappen derer von Ploetz

Ploetz ist der Name eines pommerschen Uradelsgeschlechts.
Die pommerschen Ploetz (nach ihrem Wappen auch die „Fisch-Ploetze“ genannt) sind zu unterscheiden von dem gleichnamigen neumärkischen Uradelsgeschlecht von Ploetz (den „Schwan-Ploetzen“) und den 1790 nobilitierten Edlen von Ploetz, die jeweils anderen Stammes und Wappens sind.

## Geschichte
Eine Legende lässt die pommerschen Ploetze – ohne sicheren Nachweis – von einer Ministerialenfamilie der askanischen Herzöge von Anhalt abstammen, welche ihren Sitz auf Schloss Plötzkau hatten, den späteren Grafen von Plötzke. Erster Vertreter dieses bald hochadligen, mit zahlreichen großen Dynastien verschwägerten Geschlechts war Bernhard I. um 1030/40, ein bedeutender Graf in Ostfalen. Sein Sohn Dietrich, Graf von Plötzkau, war mit Mechthild von Walbeck, Tochter des Konrad von Walbeck, Burggraf von Magdeburg, verheiratet. Cyriacus Spangenberg schreibt in seinem Adelsspiegel von 1594 (Lib. X Cap.5 pag. 12) über die Familie von Ploetz, „dass einige von dieser vornehmsten Familie Burggrafen zu Magdeburg gewesen, und wir sonderlich Graf Herrmannus von Plötzke gedacht, dessen Bruder Helfried geheißen, dass er um das Jahr 1117 als Burg-Graf in Magdeburg regieret habe“. Der Brandenburger Fürstbischof Friedrich von Plötzke († 1316) entstammte dem anhaltinischen Grafengeschlecht ebenso wie der Großkomtur des Deutschen Ordens Heinrich von Plötzke (auch: von Plötzkau, † 1320). Auch das Neue Preussische Adels-Lexicon von 1837 erwähnt, dass man die Ploetze von den Plötzk(au)er Grafen herleite, verwechselt aber das Wappen mit dem der neumärkischen Ploetz.
Das pommersche Geschlecht wird erstmals urkundlich am 5. Februar 1271 mit dominus Hermannus de Plocech urkundlich genannt und beginnt mit Roloff (Rolf) de Plocech die direkte Stammreihe, der im Jahr 1290 Lüdershagen an die Stadt Stralsund verkauft und nach Hinterpommern umsiedelt. Die Namensform wechselte zwischen Plocech, Plocize, Plosz, Plotze, Ploz, Plotzke und Ploetz.
Die Ploetze erwarben in Hinterpommern die Güter Stuchow, Medewitz und Staarz, später wurden sie auch mit Krakow, Gurnitz bei Stettin und Zirslaff auf Wollin belehnt und erwarben Moratz, Bresow, den Fideikommiss Groß Weckow (Kreis Cammin) mit Schinchow, Gnageland, Deuthin sowie Kirsteinsdorf (von 1842 bis 1945), das Gut Klücken (Kreis Pyritz) und Gut Stregow (Kreis Cammin). Schloss Quilow in Vorpommern kam 1858 im Erbweg an die Stuchower Ploetz; Besitzer von Stuchow war bis 1945 Henning von Ploetz, Besitzer von Quilow sein jüngerer Bruder Claus von Ploetz. Zu Gut Quilow mit seinem Wasserschloss gehörten Vitense und das Vorwerk Stolpmühl.

## Wappen
Das Wappen zeigt in Silber drei rote Fische (Plötze) übereinander, der mittlere nach links gekehrt. Auf dem Helm mit rot-silbernen Decken ein roter Fisch vor drei silbernen Straußenfedern. Es ist in einem Wappenfries der 24 Gutsherren und 3 Städte des ständischen Kreistages des Landkreises Greifswald enthalten. Die Ploetz waren dort Mitglied für die Gutsbezirke Quilow und Vitense in Vorpommern.

Historische Wappenbilder
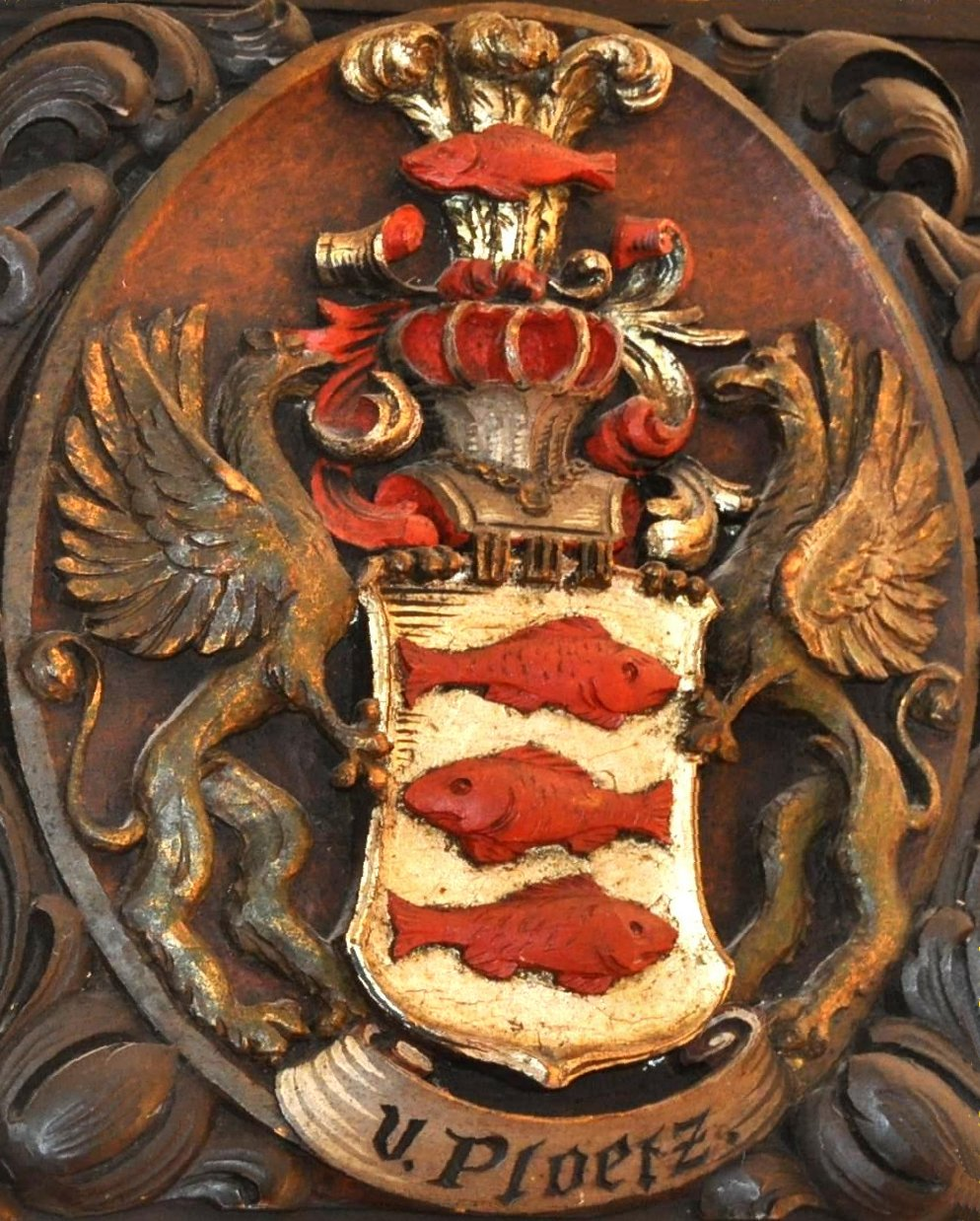
Wappen derer von Plötz im Kreishaus Greifswald
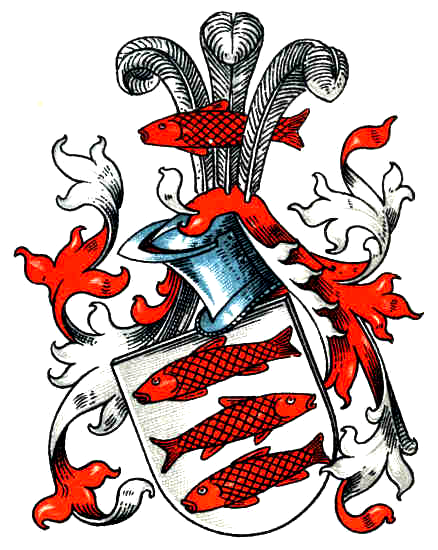
Wappen derer von Ploetz im schlesischen Wappenbuch

## Bekannte Familienmitglieder
- Johann Ernst von Plötz (1708–1782), preußischer Oberst, Chef des Kadettenkorps und Chef vom VI. Stehenden Grenadier-Bataillon (1753–1757)
- Karl Christoph von Plötz (1711–1776), preußischer Generalmajor, Ritter des Ordens Pour le Mérite und Chef vom Infanterieregiment No. 22
- Ferdinand von Plötz (1748–1829), auf Batzwitz, preußischer Generalleutnant
- Franz Heinrich Christian von Ploetz (1741–1819), preußischer Generalleutnant, Ritter des Ordens Pour le Mérite, Chef vom Infanterieregiment No. 42 und Gouverneur von Warschau
- Christian Friedrich Wilhelm von Ploetz (1745–1816), preußischer Generalleutnant, Kommandant von Stettin
- Albert von Ploetz (1803–1876), Landrat und Politiker, Gutsherr auf Groß-Weckow, Schinchow, Gnageland, Deuthin sowie Kirsteinsdorf
- Karl von Ploetz (1799–1872), Landschaftsrat, Gutsbesitzer auf Stuchow bei Cammin ⚭ Friederike von Owstin, Erbin von Quilow und Vitense in Vorpommern seit 1858
- Leo von Ploetz (1848–1915), Gutsbesitzer auf Stuchow und Quilow ⚭ Julie von Köller (1859–1942), Tochter des Georg von Köller
- Paul von Ploetz (1839–1915), preußischer Landschaftsdirektor ⚭ 1868 Marie von Flemming (1843–1925), Tochter des Erblandmarschalls Franz von Flemming, Gutsherr auf Basenthin, Zebbin, Benz und Paatzig
- Paul von Ploetz (1847–1930), preußischer General der Infanterie und Politiker, Ritter des Schwarzen Adlerordens
- Egon von Ploetz (1880–1964), deutscher Generalmajor, Gutsherr auf Cartlow, Schinchow und Groß-Weckow
- Mira (Marie Lully) von Ploetz-Stuchow (1889–1955), verheiratet mit Malte zu Putbus

Besitzungen
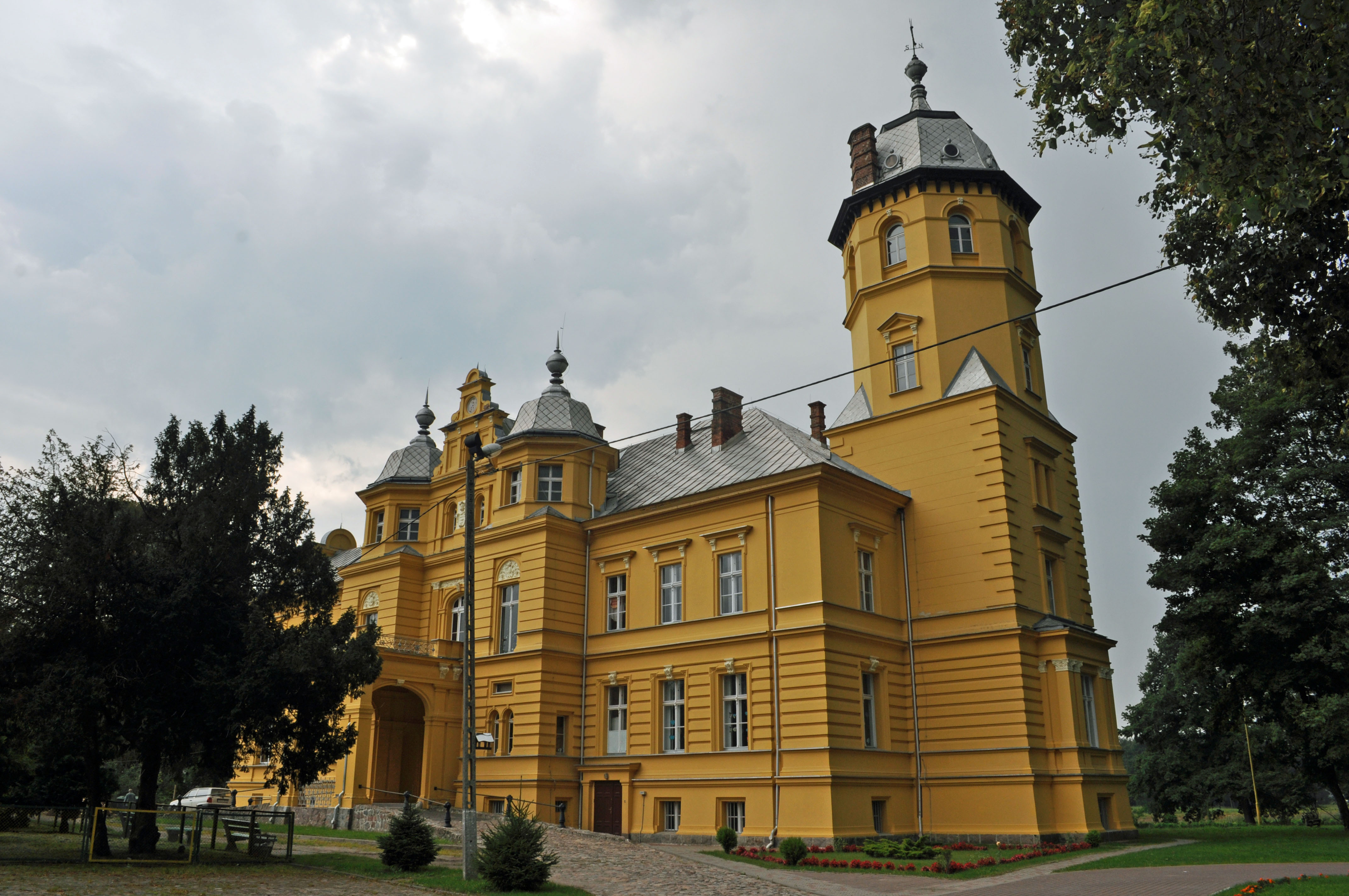
Stuchow (heute: Stuchowo), Hinterpommern
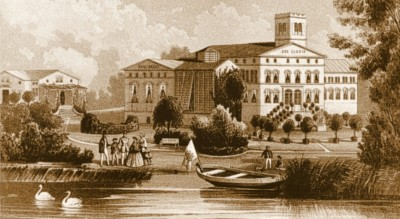
Groß Weckow (heute: Wiejkowo, Stadt Wollin), Hinterpommern
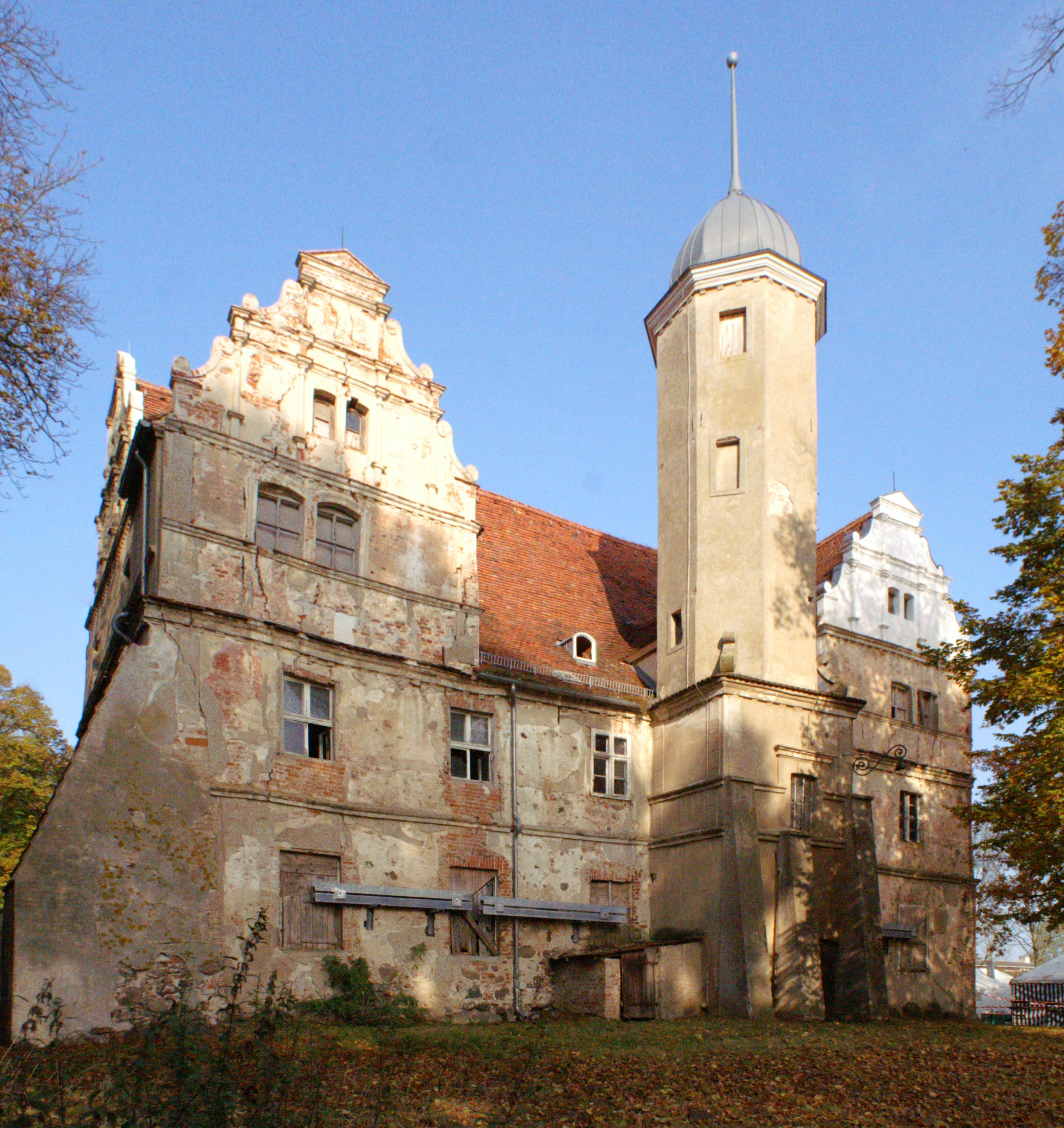
Wasserschloss Quilow, Vorpommern